# Kochsendung

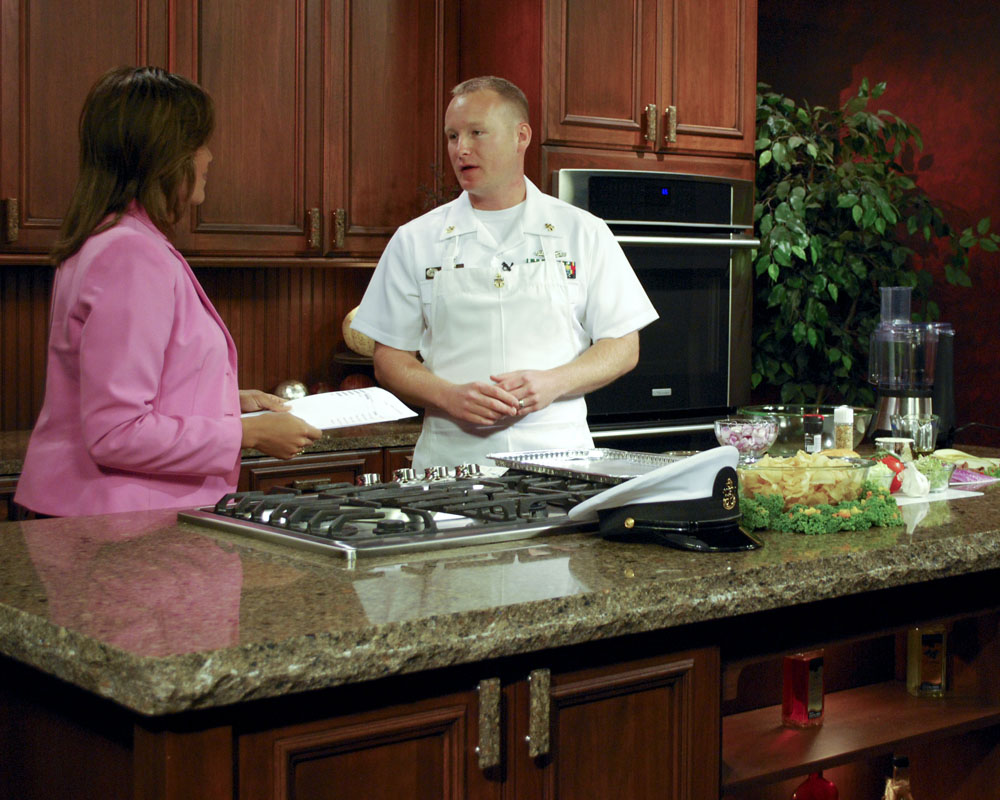
Kochshow mit einem Koch der US Navy in einem regionalen, US-amerikanischen TV-Sender (2010)

Eine Kochsendung ist eine Hörfunk- oder Fernsehsendung, in der es in erster Linie um Kochrezepte und das Kochen geht. Daneben werden auch Haushaltstipps gegeben und persönliche Gespräche geführt. Ein „Radiokoch“ ist eine Person, die in einer Hörfunksendung ein Gericht und dessen Zubereitung naturgemäß lediglich mit Worten beschreibt. Da der Zuhörer dieses zumindest optisch nicht mitverfolgen kann, ist es umso elementarer, ihm beispielsweise akustisch einen Eindruck über die Beschaffenheit der Zutaten und deren Weiterverarbeitung zu vermitteln. Ein Fernsehkoch zeigt die Zubereitung des Gerichts, so dass die Zuschauer einer Fernsehsendung den Kochvorgang verfolgen können.

## Geschichte
In den USA ist die Geschichte von Hörfunksendungen über das Kochen eng mit Werbung für bestimmte Produkte verbunden. Eine der ersten über das Radio übertragenen Kochsendungen, die sich gleichzeitig zu einer der bekanntesten US-amerikanischen Hörfunksendungen entwickelte, zählte die mit der fiktiven Figur Betty Crocker. Washburn Crosby Company, der Vorläufer von General Mills, entschied sich bereits im Herbst 1924 dafür, eine Radio-Kochsendung mit dieser Figur zu etablieren und erwarb dafür einen Radiosender, der in einer Region von Kalifornien über Illinois bis nach Tennessee empfangen werden konnte. Am 2. Oktober 1924 wurde die erste Radio-Kochsendung unter dem Titel Good Food ausgestrahlt. Knapp 1 Jahr später, am 21. September, begann die Ausstrahlung von Kochsendungen, die im ganzen Gebiet der USA zu empfangen waren. Susan Marks bewertet diesen Schritt als mutig: Die Anzahl der Radiobesitzer war zwar von 5000 im Jahre 1920 auf 2,5 Millionen im Jahr 1924 angestiegen, aber weder gehörte das Radio zur Standardausstattung eines Haushaltes noch war der Nutzen von Radiowerbung belegt. Es zeigte sich jedoch schnell, dass über Radiosendungen weitaus mehr potentielle Kunden als über selbst die umsatzstärksten Zeitungen erreicht werden konnten.
Aus der ursprünglichen Hörfunksendung entwickelte sich u. a.  The Betty Crocker Cooking School of the Air, eine über das Radio übertragene Kochschule. Viele Zuhörer partizipierten aktiv an dieser Kochsendung, deren Beginn in den gesamten USA Aufmerksamkeit erregte. Im ersten Jahr meldeten sich nicht weniger als 47.000 Zuhörer als Schüler dieser Kochsendung an, 1933 waren es bereits 250.000. Wer sich anmeldete, erhielt einen Fragebogen zu den Rezepten, der zusammen mit der Unterschrift des Einzelhändlers, die bestätigte, dass der Kochschüler Mehl des Unternehmens kaufe, wieder an die Washburn Crosby Company zurückgesendet wurde. Auf diese Weise verdienten sich die Kochschüler ihr Diplom der einmal im Jahr übertragenen Abschlussfeier.
Verantwortlich für die Sendungen war seit 1927 Marjorie Husted, die nicht nur die Programme schrieb, sondern gelegentlich diese auch moderierte. Am 5. Oktober 1927, in einer der ersten Sendungen, für die sie verantwortlich war, wandte sie sich mit folgenden Worten an ihre Zuhörer:

„Ich stelle Sie mir gerne vor, wenn ich hier rede. Ich kann die erfahrene Hausfrau sehen, die gerade Kartoffeln schält oder andere Arbeiten verrichtet, während sie zuhört, um ein paar kleine Ratschläge zu bekommen, die die Monotonie der alten Routine durchbrechen. Ich sehe stark eingebundene Mütter kleiner Kinder, Großmütter, Bräute und junge Hausfrauen und die, die nicht mehr raus kommen, die ans Bett gefesselt sind oder auf Hilfe angewiesen und die mir immer wieder erzählen, wie sehr sie auf unsere Sendung warten ... ist es nicht wunderbar, dass egal wo sie sind, dass wir so zusammentreffen können um die Dinge zu diskutieren, die uns alle interessieren. Ein Radio duldet keine Zeit- oder Entfernungsbeschränkungen. Es ist noch nicht so viele Jahre her, als wir Nachbarn treffen mussten, vielleicht beim Schwatz überm Zaun, oder als wir auf ein Vereinstreffen oder einen Nähkreis warten mussten, um Rezepte auszutauschen. Heute aber, obwohl ich Meilen weg bin, kann ich mit ihnen reden und Radiohörer in Massachusetts können Ideen mit Radiozuhörern in Kalifornien austauschen.“

## Hörfunk
Beispiele für „Radioköche“ sind u. a. Marco Krainer, der in Österreich bekannt ist durch die Radiosendung „Kochen im Radio“ beim österreichischen Regionalsender „Radio Kärnten“ (ORF) sowie durch Auftritte im Fernsehen in diversen Kochsendungen, oder Helmut Gote, der als freiberuflicher Mitarbeiter für den WDR-Hörfunk mit den regelmäßigen Beiträgen „Einfach Gote!“ auf WDR 2 und in der Sendung „Alles in Butter“ auf WDR 5 zu hören ist. Beim WDR gab es eine regelmäßige Comedy-Einspielung als Parodie auf Kochsendungen mit dem Titel „Tim Mahlzeit kocht“, eine Anspielung auf Tim Mälzer. Die Köchin Ulla Scholz kocht wöchentlich live auf WDR 4 in der Sendung „Ullas Lieblingsrezepte“.

## Fernsehen
Die erste Kochsendung im Fernsehen wurde bereits kurz nach Aufnahme des teilweise noch experimentellen Programmbetriebs in Großbritannien bei der BBC am 21. Januar 1937 ab 21:25 Uhr ausgestrahlt. Der französische Koch und Kochbuchautor Marcel Boulestin, der in England durch seine Kochbücher zur französischen Küche bekannt geworden war, zeigte in einer Viertelstunde die Zubereitung eines Omelettes als Teil eines fünfgängigen Menüs. Die Sendereihe wurde unter dem Titel Cook’s night out (Die Köchin/Der Koch hat Ausgang) bis 1939 ausgestrahlt und zeigte neben der Zubereitung von Gerichten aus der klassischen französischen Küche auch einfachere Gerichte wie Salate, Frühlingsgemüse oder Eintopfgerichte.

### Deutsche Fernsehsendungen
Clemens Wilmenrod (1906–1967) war ein deutscher Schauspieler und ab 1953 der erste deutsche Fernsehkoch. Wilmenrod gilt als der Erfinder des Toast Hawaii, des Arabischen Reiterfleisches und der Gefüllten Erdbeere. Außerdem soll er den Rumtopf in Süd- und Westdeutschland populär gemacht haben. Er bewirkte angeblich auch, dass die Pute in Deutschland zu einem typischen Weihnachtsfestbraten wurde. Wilmenrod hatte keine Ausbildung als Koch. Der NWDR strahlte die fünfzehnminütige Sendung ab dem 20. Februar 1953 zweiwöchentlich (ab 1957 monatlich) am Freitagabend um 21:30 Uhr aus, also zur besten Sendezeit. Bis zur Absetzung im Mai 1964 wurden 185 Folgen produziert. Wilmenrod begrüßte seine Zuschauer anfangs mit dem Satz „Ihr lieben, goldigen Menschen“, später wurde daraus „Liebe Freunde in Lucullus“ und schließlich „Verehrte Feinschmeckergemeinde“.
Der Bayerische Rundfunk produzierte Ende der 1950er Jahre seine ersten Kochsendungen mit dem populären Operettenkomponisten und Schauspieler Ludwig Schmidseder als erstem Fernsehkoch Bayerns. In den 1970er Jahren war Max Inzinger ein bekannter Fernsehkoch, der in der ZDF-Sendung Die Drehscheibe als Nachfolger von Ulrich Klever kochte.
Zu den am längsten laufenden Kochsendungen im deutschen Fernsehen zählte Was die Großmutter noch wusste vom SWR, die von 1982 bis 2006 ausgestrahlt wurde, sowie die seit 1988 laufende Sendung Servicezeit: Essen & Trinken (später: Kochen mit Martina und Moritz) des WDR. Die älteste Kochsendung im deutschen Fernsehen ist Hessen à la carte, die seit 1981 ausgestrahlt wird.
1994 ging alfredissimo! mit Moderator und Hobbykoch Alfred Biolek im Ersten auf Sendung. In der Sendung kochte Biolek zusammen mit prominenten Gästen. Bis 2007 wurden 459 Folgen produziert. alfredissimo! löste einen andauernden Boom an Kochsendungen wie Die Küchenschlacht, das Kochduell, Lafer! Lichter! Lecker!, Kerner kocht bzw. Lanz kocht!, Schmeckt nicht, gibt’s nicht, Das perfekte Dinner, Die Kochprofis, Kitchen Impossible oder The Taste aus.
Das DDR-Fernsehen produzierte zwischen 1958 und 1983 ca. 650 Folgen der Sendung Der Fernsehkoch empfiehlt mit Kurt Drummer. Die Popularität der Sendung resultierte u. a. auch daraus, dass Drummer flexibel auf die mitunter angespannte Versorgungslage reagierte und seine Rezepte entsprechend anpasste. Ähnlich verhielt es sich mit der Sendung Tip des Fischkochs mit Rudolf Kroboth (1960–1972), die einzig dafür ins Leben gerufen wurde, den Zuschauern Anregungen zu vermitteln, was aus Fischkonserven zubereitet werden kann. Diese, in großen Mengen aus der Sowjetunion eingeführt, blieben zunächst Ladenhüter, da sie ausschließlich russisch beschriftet waren.
2007 wurde zum einzigen Mal die Kategorie der „besten Kochshow“ vom Deutschen Fernsehpreis ausgelobt. Zur Begründung, diese neue Kategorie einzurichten, gab die Jury-Vorsitzende Klaudia Wick an: „Seriös gemachte Lebenshilfe via Fernsehen und Kochen auf allen Kanälen sind die unübersehbaren TV-Trends und Zuschauermagneten im zurückliegenden Fernsehjahr.“ Der bisher einzige Preisträger wurde die Reihe Das perfekte Dinner, nominiert waren damals außerdem Lafer! Lichter! Lecker! und Schmeckt nicht, gibt’s nicht mit Tim Mälzer.

### US-amerikanische Fernsehsendungen

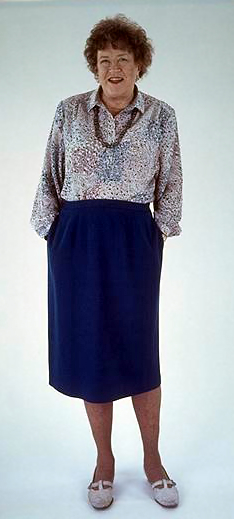
Julia Child (1988)

In den USA zählt zu den bekanntesten Fernsehköchen Julia Child. Sie gilt gemeinsam mit M. F. K. Fisher, Craig Claiborne und James Beard als eine der Persönlichkeiten, die zwischen 1930 und 1970 die US-amerikanische Kochkunst und Esskultur maßgeblich beeinflussten. Von großem Einfluss war dabei ihre Kochsendung The French Chef, die das erste Mal im Jahre 1963 ausgestrahlt wurde und ein US-amerikanisches Millionenpublikum mit der französischen Küche und deren Kochtechniken vertraut machte. 2009 erschien die Filmkomödie Julie & Julia von Nora Ephron, die die Lebensgeschichte von Julia Child erzählt, gleichzeitig auch die Bedeutung der Sendung in den USA unterstrich. Julia Child wurde in diesem Film von Meryl Streep gespielt.
Seit der zweiten Hälfte der 1990er Jahre nimmt in den USA die Popularität von Kochshows stetig zu. Vorreiter dieses Modetrends war Emeril Lagasse mit seiner Sendung Emeril Live. Die Fernsehgruppe Food Network nutzte diese gestiegene Interesse der Zuschauer und brachte eine Reihe neuer Shows auf Sendung. Auch die bekannte Fernsehköchin Martha Stewart reagierte darauf mit neuen Sendereihen und der Herausgabe von Zeitschriften, Kochbüchern und Markenartikeln.